# Вечорко, Валерий Иванович
Валерий Иванович Вечорко (бел. Валерый Іванавіч Вячорка; род. 1 августа 1973, Городная, Брестская область) — российский организатор здравоохранения, главный врач государственного бюджетного учреждения здравоохранения города Москвы «Городская клиническая больница № 15 имени О. М. Филатова» департамента здравоохранения города Москвы. Лауреат Государственной премии Российской Федерации в области гуманитарной деятельности.

## Биография
Валерий Иванович Вечорко родился 1 августа 1973 года в деревне Городная Столинского района Белорусской ССР.
Мечтая с детства стать врачом, окончил Пинское медицинское училище. Трудовую деятельность начал с работы фельдшером станции скорой помощи Столинской центральной районной больницы в зоне Чернобыльской катастрофы. В 1999 году окончил Минский государственный медицинский институт. Был врачом скорой помощи, врачом противотуберкулёзного диспансера. В 2006 году окончил Московскую медицинскую академию имени И. М. Сеченова.
В 2010 году назначен заместителем главного врача по лечебной части Ивантеевской центральной больницы. В 2011 году стал главным врачом Детского бронхолёгочного санатория № 68. Затем занимал должность главного врача Детского амбулаторно-поликлинического центра № 94 департамента здравоохранения города Москвы. В 2013 году окончил Международный юридический институт. В 2015 году стал главным врачом Городской поликлиники № 180. В 2016 году окончил Московский городской университет управления Правительства Москвы.
В июне 2016 года занял пост главного врача Городской клинической больницы № 15 имени О. М. Филатова. Под его управлением на то время оказался многопрофильный стационар на 1503 койки, включающий 29 клинических отделений, родильный дом, консультативно-диагностический центр, параклинические и вспомогательные службы. 16 ноября 2017 г. зарегистрировался как ИП в Московской области — основной вид деятельности (56.10 Деятельность ресторанов и услуги по доставке продуктов питания), 10.12.2017 ИП включен в Реестр малого и среднего предпринимательства, категория: микропредприятие. ИП ликвидирован 2 апреля 2018 г..
Раньше я занимался лечебной деятельностью. Для меня критерием профессионализма было выздоровление пациента. Это приносило удовлетворение от работы. Сейчас у меня задача руководителя: создать условия комфорта и сотрудникам, которые занимаются лечением, и собственно людям, которых они лечат. Ведь если к делу подходишь, что называется, с душой, получится все. На сегодняшний день лично для меня важны мнения как моих сотрудников, начиная от санитарок и заканчивая врачами, так и наших пациентов. И все надо организовать так, чтобы каждый понимал, что он должен делать. Тогда все получится.Валерий Вечорко.
Филатовская больница № 15
20 марта 2020 года в рамках борьбы с распространением пандемии COVID-19 департаментом здравоохранения Москвы было принято решение о перепрофилировании больницы № 15 в инфекционный госпиталь, что было осуществлено в течение семи дней под началом оперативного штаба во главе с Вечорко. Одной из главных задач, поставленных руководством больницы, было обеспечение безопасности персонала — 2700 сотрудников, в том числе 700 врачей. Больница была поделена на грязные и чистые зоны с помощью герметичных конструкций, разделивших потоки больных с подтверждённой инфекцией и больных с сомнительным статусом. Для больных оборудовали порядка 1300 коек, тогда как врачи были снабжены всеми защитными средствами. Впоследствии на территории больницы были развёрнуты быстровозводимые медицинские корпуса для долечивания пациентов. В процессе круглосуточной работы с применением технологий телемедицины проводились совещания с коллегами, видео-конференции по обмену опытом с регионами, врачебное консультирование пациентов в режиме реального времени. В период с 27 марта по 6 июня больница приняла более 10,7 тысяч пациентов с подозрением на коронавирус, через реанимацию прошло более 2,5 тысяч пациентов, выписано было 9,54 тысяч человек, проведено более 650 операций, в том числе в рамках экстренной хирургической помощи. За эти заслуги Вечорко был удостоен звания лауреата Государственной премии Российской Федерации с денежной составляющей в размере 10 миллионов рублей.
Я даже не мог предположить, что руководство страны может обратить внимание на нашу работу и оказать высокую честь, выделив меня среди прочих для получения государственной награды. Это не только моя награда, это награда всему медицинскому сообществу, всему здравоохранению, которое принимало совместное участие в борьбе с инфекцией, накрывшей мир.Валерий Вечорко.
Имея соответствующие антитела, выступил в поддержку вакцины от коронавируса и при этом пообещал привиться; ранее, в условиях возвращения сезонных заболеваний, уже привился от гриппа, призвав недопустить смешивания потоков больных и перезаражения ими друг друга. Тем временем, к сентябрю 2020 года в 15-й больнице резко увеличилось количество больных с диагнозом «внебольничная пневмония», что позволило говорить о так называемой «второй волне» коронавируса.

## Научная работа
В 2011 году Центральном научно-исследовательском институте организации и информатизации здравоохранения Росздрава защитил диссертацию, получив учёную степень кандидата медицинских наук. По данным сообщества «Диссернет», в работе Вечорко содержатся некорректные заимствования.
Имеет учёное звание доцента, располагает сертификатами по специальностям «педиатрия», «организация здравоохранения и общественное здоровье», «терапия»; стажировался в зарубежных клиниках Чехии, Израиля, в частности в Медицинском центре имени Хаима Шибы.
В 2022 году защитил докторскую диссертацию на тему «Клинико-организационное обоснование и разработка системы оказания специализированной медицинской помощи пациентам с вирусной пневмонией, вызванной SARS-CoV-2».

## Общественная деятельность
Член партии «Единая Россия» с 2003 года. С 2009 года является депутатом Совета депутатов городского округа Ивантеевка. В 2020 году отмечал безопасность голосования по поправкам в конституцию с точки зрения эпидемиологических норм, выступал в поддержку врачей в связи с отравлением Навального.

## Личная жизнь

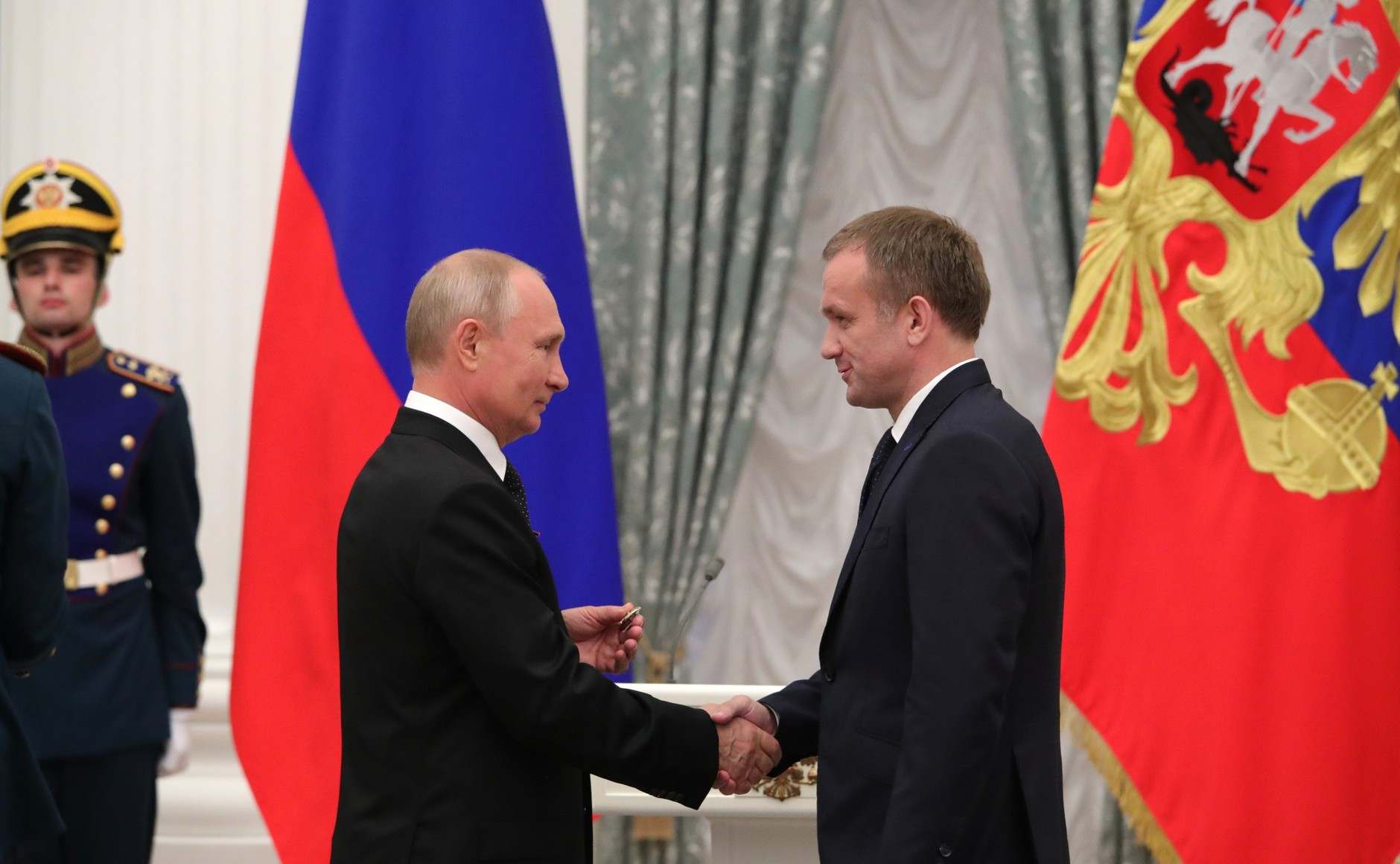
Вручение Госпремии, 2020 год

Воспитывает четырёх дочерей Валерию, Екатерину, Анну, Александру. Играет в команде больницы по футболу, увлекается пением.

## Награды
- Государственная премия Российской Федерации за 2019 год (18 июня 2020 года) — «за выдающиеся достижения в области гуманитарной деятельности»[36]. Знак отличия вручён президентом России Владимиром Путиным 24 июня 2020 года в Екатерининском зале Сенатского дворца в Московском Кремле[37].
- Знак губернатора Московской области «Благодарю» (2011 год)[38], почётная грамота министерства здравоохранения Российской Федерации[2], звание «Почётный донор России»[4].
- Специальный приз попечительского совета всероссийской премии в области перинатальной медицины «Первые лица» (2017 год) — «за личный вклад в спасение новорожденных»[39][40].

## Избранная библиография
- Вечорко В. И., Шапсигова О. А., Аверков О. В. и др. Поиск диагностических корреляций у лиц женского пола с инфарктом головного мозга. — Consilium Medicum. — 2019. — № 21 (2). — 37-42 с.
- Вечорко В. И., Мирошникова Ю. В. Роль кадрового мониторинга в оценке инновационных мер по обеспечению регионального здравоохранения ресурсами. — Здравоохранение Российской Федерации. — 2017. — № 61 (4). — 213—219 с.
- Шкурников М. Ю., Зотиков А. А., Беляков М. М., Нюшко К. М., Фомичева К. А., Князев Е. Н., Саневич М. Р., Вечорко В. И., Алексеев Б. Я. Применение петлевой изотермической амплификации ДНК для диагностики микрометастазов рака предстательной железы в лимфатические узлы. — Журнал «Онкоурология». — 2017. — № 13 (2). — С. 63—66.
- Аверков О. В., Вечорко В. И. Двойная антитромбоцитарная терапия после инфаркта миокарда на примере сочетания ацетилсалициловой кислоты и тикагрелора: как долго, кому и в каких дозах. — Consilium Medicum. — 2017. — № 19 (1). — 25—29 с.
- Вечорко В. И. Распределение рабочего времени медицинских сестер, работающих на амбулаторном приеме с врачом-терапевтом, в поликлинике города Москвы. — Электронный научный журнал «Социальные аспекты здоровья населения». — 2017. — № 2 (54).
- Вечорко В. И. Распределение рабочего времени на амбулаторном приеме врача-терапевта участкового с медицинской сестрой в поликлинике города Москвы (фотохронометражное наблюдение). — Электронный научный журнал «Социальные аспекты здоровья населения». — 2016. — № 6 (52).
- Сон И. М., Обухова О. В., Вечорко В.И., Антонова Е. Г., Перчаткина Г. В., Гордина А. В. Анализ деятельности противотуберкулезных учреждений в субъектах Российской Федерации. — Электронный научный журнал «Социальные аспекты здоровья населения». — 2011. — № 3 (19).
- Антипова Т. В., Мельник М. В., Нечаева О. Б., Шикина И. Б., Вечорко В. И., Луцева Е. М. Оценка результативности медицинской помощи при онкологических заболеваниях. — Электронный научный журнал «Социальные аспекты здоровья населения». — 2016. — № 1 (47).
- Амлаев К. Р., Шикина И. Б., Зафирова В. Б., Баронова О. Д., Вечорко В. И. Результаты изучения информированности врачей первичного звена в вопросах профилактики и лечения туберкулёза. — Электронный научный журнал «Социальные аспекты здоровья населения». — 2016. — № 2 (48).
- Михайлова Ю. В., Иванов И. В., Шикина И. Б., Поликарпов А. В., Вечорко В. И. Методологические аспекты проведения независимой оценки качества медицинских организаций субъектов РФ, оказывающих медицинскую помощь прикреплённому населению в амбулаторных условиях. — Электронный научный журнал «Социальные аспекты здоровья населения». — 2016. — № 3 (49).
- Михайлова Ю. В., Сон И. М., Поликарпов А. В., Шикина И. Б., Вечорко В. И., Иванов И. В., Голубев Н. А. Оценка качества оказания и доступности медицинской помощи с использованием индексов благополучия медицинских организаций, оказывающих первичную медико-санитарную помощь и имеющих прикрепленное население. — Электронный научный журнал «Социальные аспекты здоровья населения». — 2016. — № 5 (51).
- Сибурина Т. А., Волнухин А. В., Вечорко В. И., Резе А. Г. Управление взаимоотношениями врачей и пациентов в медицинской организации. — Электронный научный журнал «Социальные аспекты здоровья населения». — 2018. — № 6 (63).
- Чухриенко И. Ю., Шикина И. Б., Вечорко В. И. Законодательное регулирование доступа пациента и его законных представителей к медицинской документации. — Журнал «Современные проблемы здравоохранения и медицинской статистики». — 2017. — № 4. — 189—198 с.
- Вечорко В. И. Особенности медико-демографической структуры обслуживаемого населения старше трудоспособного возраста в амбулаторном центре города Москвы. — Журнал «Клиническая геронтология». — 2016. — № 9—10. — 10—11 с.
- Шикина И. Б., Вечорко В. И., Сергеева Ю. Б. Анализ заболеваемости населения старше трудоспособного возраста, обслуживаемого в амбулаторном центре города Москвы. — Журнал «Клиническая геронтология». — 2016. — № 9—10. — 71—72 с.
- Вечорко В. И., Шикина И. Б., Сергеева Ю. Б. Пятилетний анализ заболеваемости прикрепленного населения пожилого возраста в амбулаторном центре города Москвы. — Журнал «Клиническая геронтология». — 2017. — № 9—10. — 12—13 с.
- Вечорко В. И. Состояние обеспеченности кадрами среднего медицинского персонала медицинских организаций города Москвы. — Журнал «Здравоохранение Российской Федерации». — 2017. — № 61 (2). — 88—92 с.
- Аверков О. В., Вечорко В. И. Современные подходы к антикоагулянтной терапии тромбоэмболии ветвей легочной артерии: фокус на ривароксабан. — Журнал «Медицинский Совет». — 2017. — № 12. — 128—133 с.
- Аверков О. В., Вечорко В. И., Шапсигова О. А. Возможности применения апиксабана на разных этапах ведения больных с тромбоэмболией легочной артерии. — Журнал «Медицинский Совет». — 2018. — № 21. — 8-15 с.
- Аверков О. В., Вечорко В. И. Тикагрелор и тромболитическая терапия при инфаркте миокарда. Что изменится после исследования TREAT? — Российский кардиологический журнал. — 2018. — № 9. — 65—70 с.
- Аверков О. В., Вечорко В. И. Выбор блокатора P2Y12 у больных инфарктом миокарда, получивших тромболитическую терапию. По итогам годового наблюдения за больными в исследовании TREAT. — Российский кардиологический журнал. — 2019. — № 9. — 64—70 с.
- Семиохина А. С., Таратухин Е. О., Баяндин Н. Л., Гордеев И. Г., Вечорко В. И. Качество жизни у пациентов через год после перенесенного инфаркта миокарда с неполной реваскуляризацией. — Российский кардиологический журнал. — 2017. — № 1. — 102—105 с.
- Лапочкина Н. Д., Мамедгусейинова С. С., Корсакова Л. В., Вечорко В. И., Отарова С. М., Гордеев И. Г. Злокачественная артериальная гипертензия с преимущественным поражением почек. — Российский кардиологический журнал. — 2018. — № 4. — 102—105 с.
- Вечорко В. И., Гордеев И. Г., Губарева Е. В., Рындяева Е. В., Аверков О. В. Больной с COVID-19 на фоне недавней трансплантации сердца. — Российский кардиологический журнал. — 2020. — № 5. — 89—94 с.